# Jatrophaolja

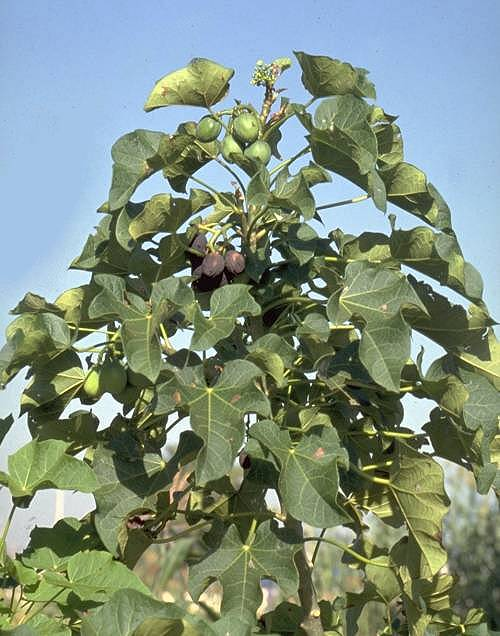
Toppen på en Jatropha-buske med de oljerika fröna.

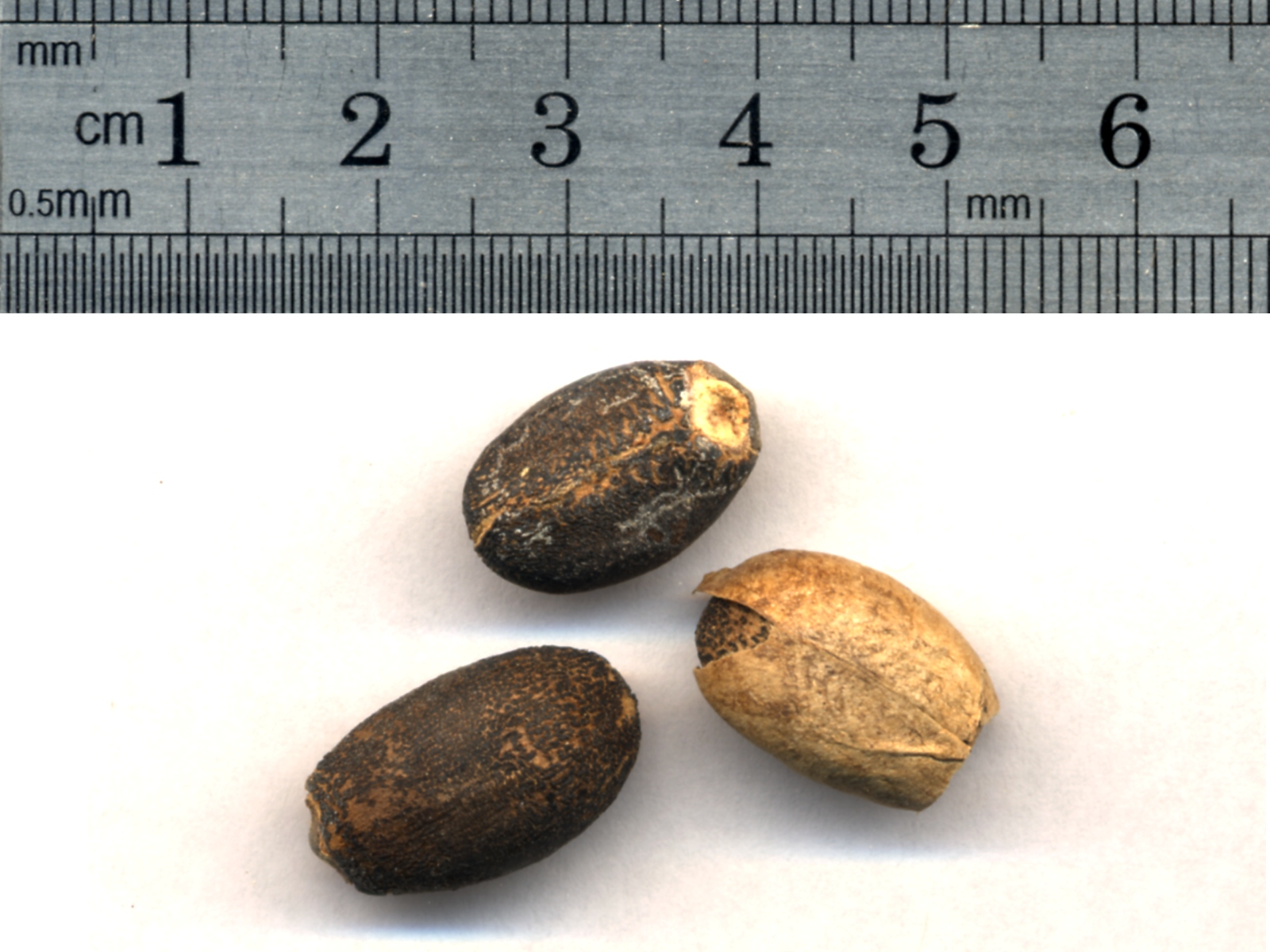
Fröna är upp till två centimeter långa.

Jatrophaolja är en vegetabilisk olja som produceras av frön från Jatropha curcas eller på svenska purgerbusken. Förväntningar finns inom tredje världen på storskalig produktion av biodiesel från växten. 

## Jatropha curcas-växten
Jatropha curcas är en mycket uthållig växt som kan växa på de flesta marker även i öken, den lever i vilt tillstånd i bland annat Indien. Växten härstammar från Mexiko och Centralamerika, men har numera fått en spridning till Afrika och Asien för odling.
Växten är ett träd som ofta blir mellan tre och fem meter högt. Vid bra förhållanden kan den dock bli upp till 10 meter hög.
Den kan producera olja från år två och de kommande femtio åren. Växten innehåller en mycket stor oljemängd (37 %), vilket ger mer än fyra gånger så mycket olja per hektar jämfört med sojabönor och mer än 10 gånger mer än majs. En hektar jatropha-odling ger 1892 liter biodiesel.[källa behövs]
Då den kan växa även på sämre marker behöver den inte direkt konkurrera med matproduktionen i dessa länder. Både växten och oljan som kan produceras från växten är giftiga.
Växten används också av lantbrukare som stängsel för vilda djur för att undvika skador på andra grödor. Den kan även användas som skydd från erosion i bland annat öknar och hindrar på så sätt ökenspridningen.

## Planer på odling
Både Indien och Myanmar har stora planer på odling av jatropha-frön.
Brasilien planerar (2007) att odla 80 miljoner hektar med jatropha, en yta motsvarande hela Sveriges och Norges yta. I Kina kommer den odlas på områden likvärdiga med Englands storlek.
Indonesien planerar att odla biogrödor, däribland jatropha på fem miljoner hektar. Indonesiens satsning har dock stött på kritik då utsläpp av bland annat kol kommer öka i och med att man dikar ut områden för odling.

## Energi till basstationer
Ericsson planerar att driva mobilbasstationer med lokalt producerad olja från jatropha.

## De potentiella negativa effekterna
Jatropha kan odlas på annars obrukbar mark men den kan också odlas på näringsrik mark - med större avkastning. Således kan den konkurrera med odling av basföda. Eftersom odling av jatropha framför allt planeras i mycket utsatta och fattiga länder och regioner har farhågor om att odlingen ska gå ut över matproduktionen väckts. I Indien har till exempel upplopp startats av mat-bönder som drivits från sin mark till förmån för jatrophaodling.